# Michele Tenore
Michele Tenore (né le 5 mai 1780 à Naples et mort le 19 juillet 1861 dans cette même ville) est un botaniste italien du XIXe siècle.

## Biographie
Michele Tenore fait des études de médecine à l’université de Naples et devient docteur en 1800. Passionné très tôt par la botanique, il fréquente les botanistes Domenico Maria Leone Cirillo (1739-1799) et Vincenzo Petagna (1734-1810).
Il fait de nombreuses excursions botaniques dans les Abruzzes et en particulier à Majella pour y étudier la flore. Il donne également des cours privés sur la botanique. Il s’occupe de la création du Jardin botanique de Naples dont il devient le directeur en 1810. En 1811, il succède à Petagna à la chaire de botanique de l’université de la ville. Membre de diverses sociétés savantes, il devient le président de l’Académie des sciences.

## Liste partielle des publications
- 1808 : Saggio sulle qualità medicinali delle piante della flora Napolitana : e sulla maniera di servirsene per surrogarle alle droghe esotiche. Nella Tipografia Coda, Napoli 1808.
- 1811-1838 : Flora Napolitana. Napoli. 1-5. Stamperia Reale, Napoli. Tipografia del Giornale Enciclopedico, Napoli. Stamperia Francese, Napoli. Stamperia Francese, Napoli.
- 1832 : Memoria sulle peregrinazioni botaniche effettuate nella provincia di Napoli nella primavera del 1825 dal Cavaliere Michele Tenore colle indicazioni di alcune piante da aggiungersi alla Flora Napolitana e la descrizione di una specie di Ononis. Atti R. Accad. Scienze Cl. Fis. e St. Nat., 3 : 49-88.
- 1843 : Rapporto intorno alle peregrinazioni de' soci ordinari M. Tenore e G. Gussone eseguite in Luglio 1834. Atti R. Accad. Scienze 5 (1) : 283-290. Napoli 1843 (in collab. con G. Gussone).
- 1843 : Osservazioni botaniche raccolte in un viaggio eseguito per diversi luoghi della provincia di Terra di Lavoro e di A'està del 1834 dai soci Tenore e Gussone. Ibid.: 291-334, 1 tav. Napoli 1843 (In collab. con G. Gussone).
- 1846 : Osservazioni intorno all'Erbario Centrale di Firenze (23 settembre 1845). p. 852. Napoli 1846.
- 1856 : Una gita all'Isola d'Ischia. Lettera al Sig. N. N. Giornale "L'Iride" 1, n. 20 (estr. pp. 6) Napoli, Tip. Gazzette de' Tribunali (14 × 21,5).